# Jardin des Poètes
Pour le cimetière belge, voir Jardin des Poètes (Mont-Saint-Aubert).
Le jardin des Poètes, ou square des Poètes, est un jardin public de Paris situé en bordure du jardin des serres d'Auteuil, dans le 16e arrondissement.

## Situation et accès

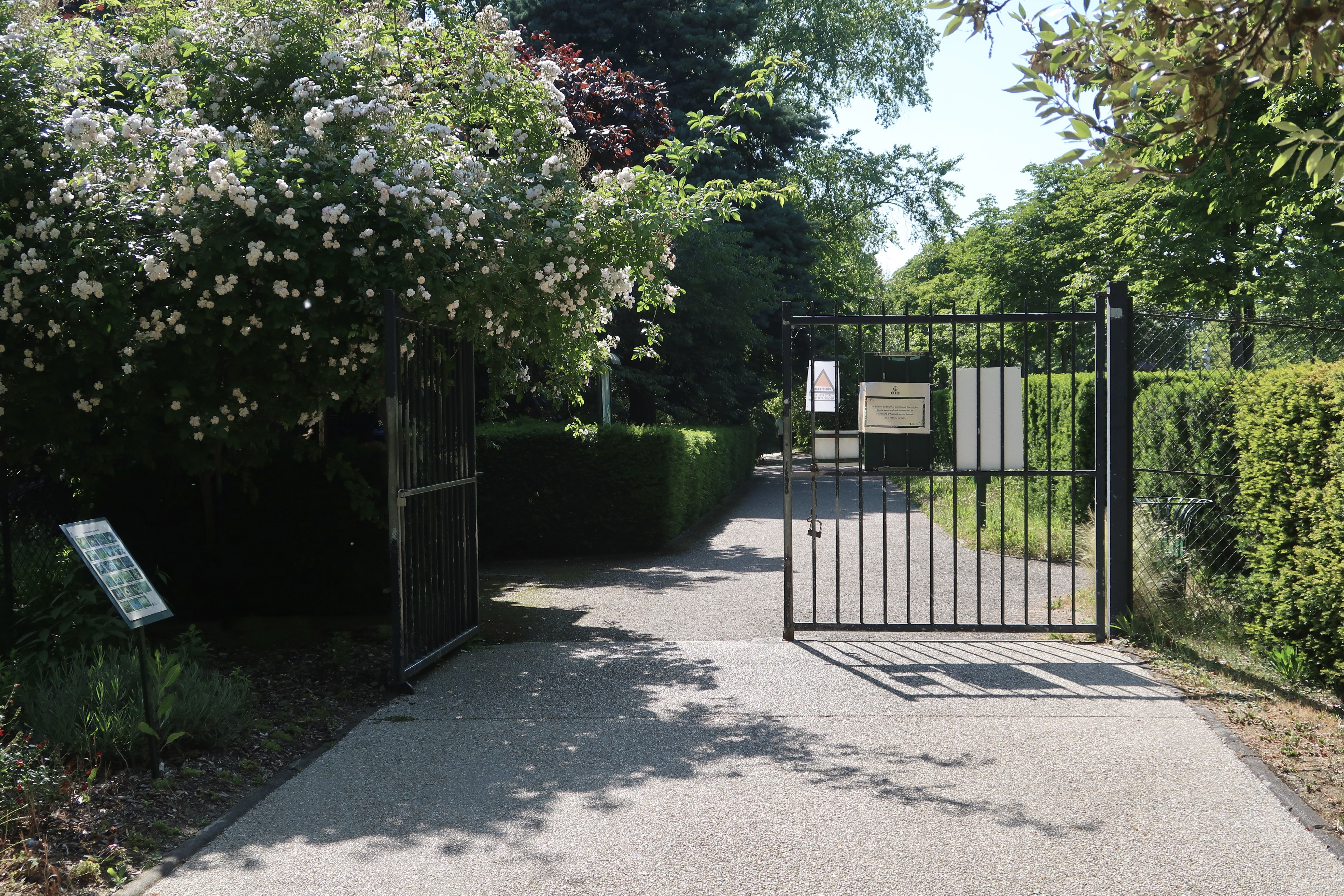
Accès entre le jardin des Poètes et le jardin des serres d'Auteuil.

L'entrée principale du jardin est située sur l'avenue du Général-Sarrail, qui le délimite à l'Est. Le site est aussi accessible par l'avenue de la Porte-d'Auteuil, qui le borde au Nord.
Le jardin est contigu à l'Ouest avec le jardin des serres d'Auteuil, auquel il permet d'accéder,. En souterrain, à la limite entre les deux jardins, passe un tunnel du boulevard périphérique, dont une bretelle d'accès constitue la limite Sud du jardin.
Ouvert à des horaires réglementés, le jardin est desservi par la ligne 10 du métro de Paris, à la station Porte d'Auteuil.

## Historique

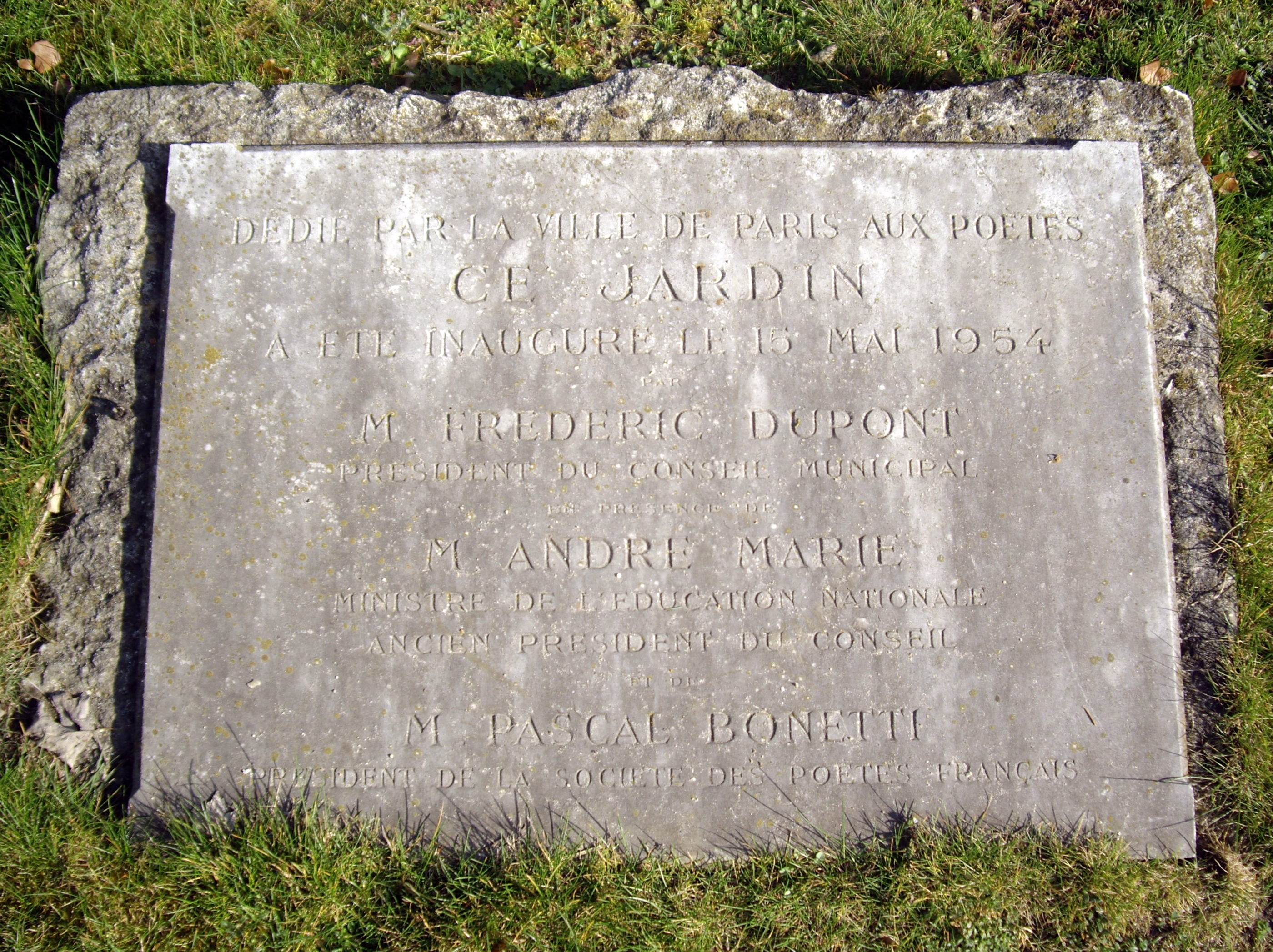
Plaque d'inauguration.

Le jardin des Poètes est créé par la ville de Paris à l'initiative de Pascal Bonetti, président d'honneur de la Société des poètes français. Il est inauguré le 15 mai 1954 par le président du conseil municipal de Paris, Édouard Frédéric-Dupont, le ministre de l'Éducation nationale, André Marie, et Pascal Bonetti.
Sa particularité est de présenter des plaques, disséminées sur les pelouses, portant chacune quelques vers de poètes français, célèbres ou non, ainsi que des statues et bustes de poètes,.

## Description
Le jardin a une superficie de 13 400 m2.
Un pin noir d'Autriche planté en 1900 atteint 32 mètres de hauteur. Le square accueille aussi, entre autres, un peuplier blanc et un amandier.
Le site possède le label Écojardin.
Il est équipé d'une aire de jeux pour les enfants, de points d'eau potable et de toilettes publiques.

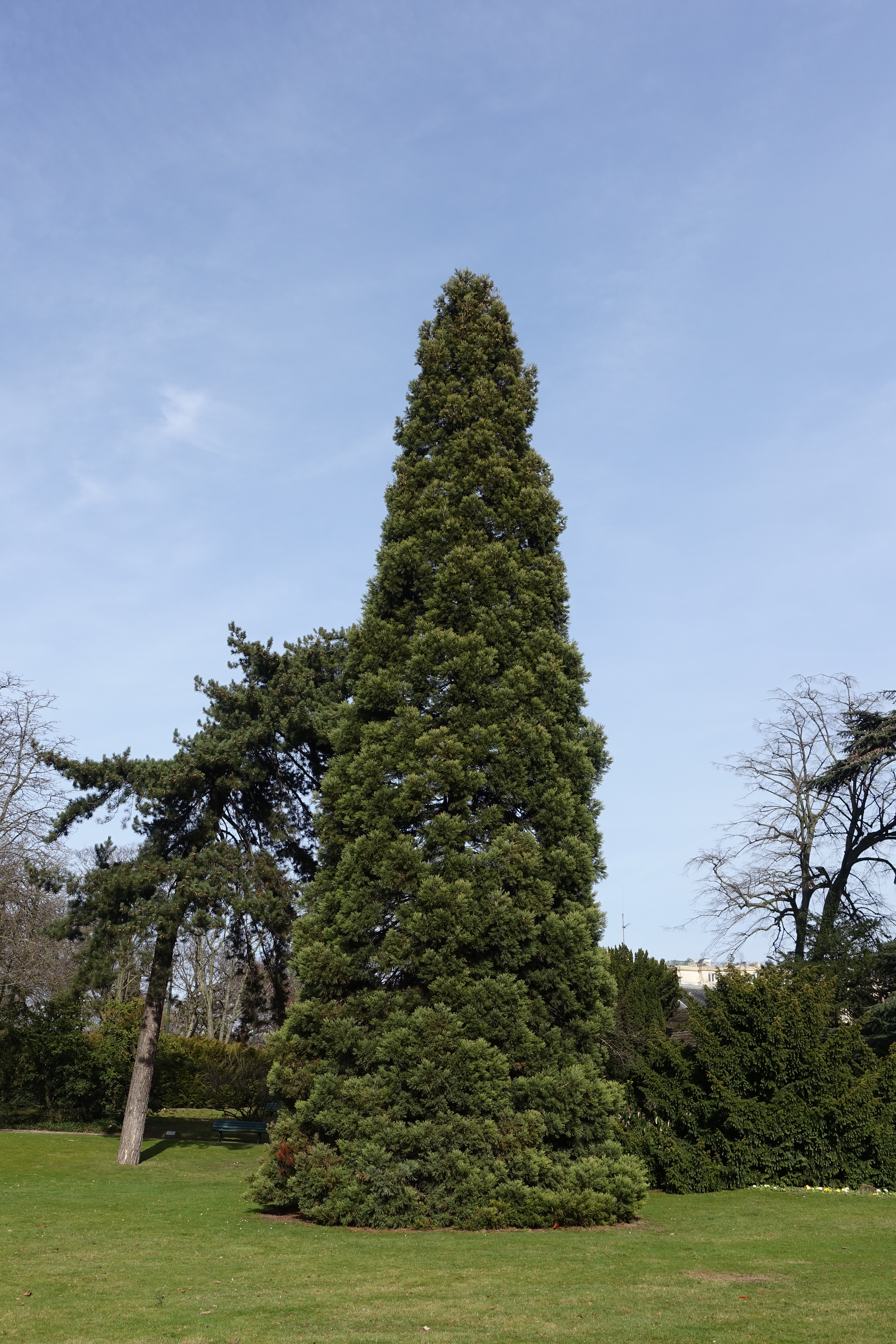
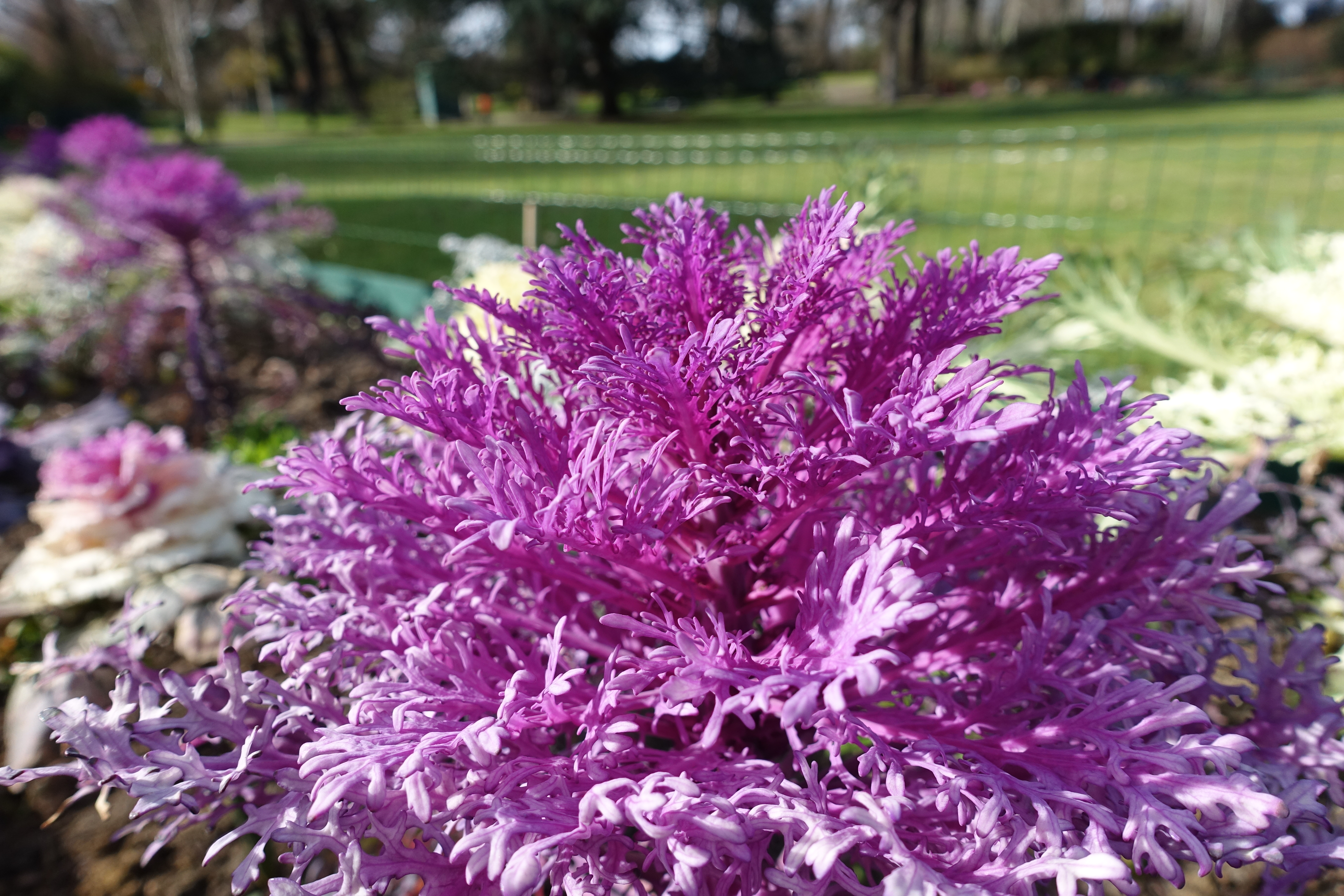
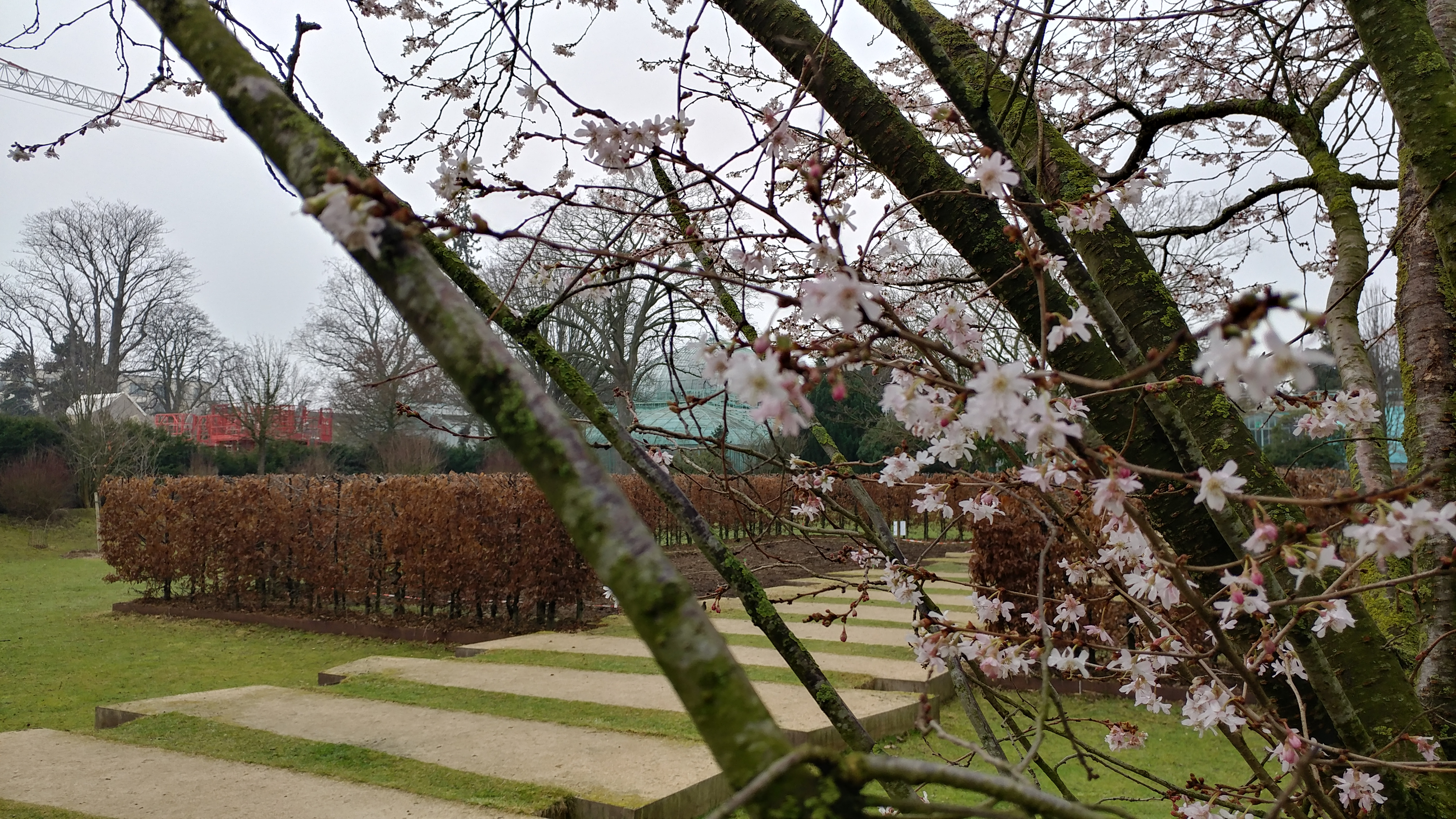
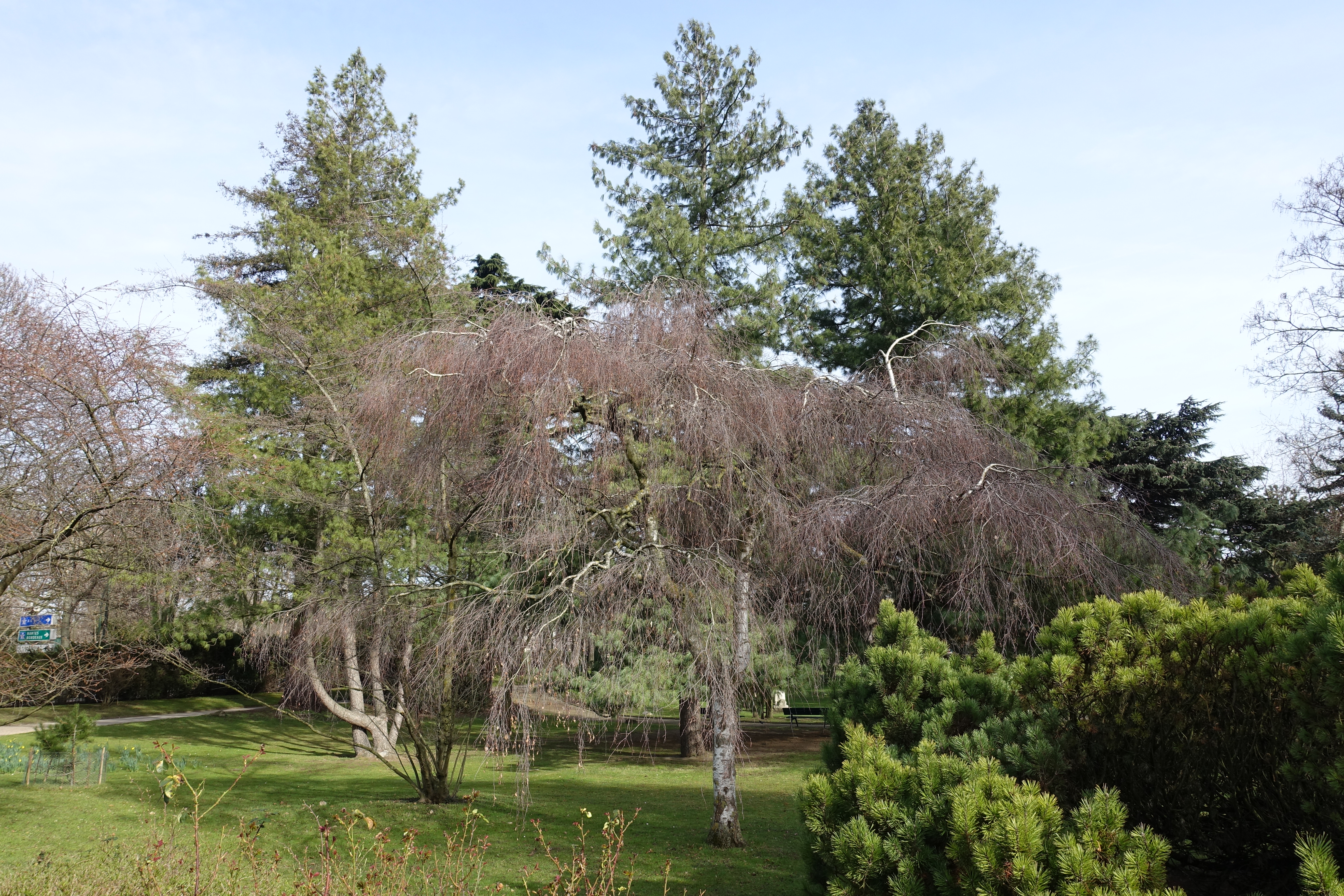

## Poètes honorés

### Statues et bustes
| Photo | Sujet                                   | Auteur                       | Date         | Description | Coordonnées géographiques       |
| ----- | --------------------------------------- | ---------------------------- | ------------ | --- | ------------------------------- |
|       | Joachim Gasquet                         | Auguste Guénot (d)           | 10 juin 1928 | Monument représentant une muse appuyée sur un socle orné d'un médaillon du poète. | 48° 50′ 50,1″ N, 2° 15′ 21,6″ E |
|       | Vieux Berger hommage à Frédéric Mistral | Marius Remondot              | 1942         | Statue représentant un berger, dont un plâtre est exposé au Salon de 1908, puis la version en pierre à celui de 1911. La statue est sortie d'un dépôt de la Ville de Paris en 1942 à la demande de la famille Remondot, et est placée dans ce jardin en hommage à Mistral,. | 48° 50′ 51,4″ N, 2° 15′ 18,2″ E |
|       | Théophile Gautier                       | Louis Dejean                 | 1933         | Buste du poète. | 48° 50′ 51″ N, 2° 15′ 23,9″ E   |
|       | Jean Moréas                             | Georges Themistocles Maltero | 1962         | Buste du poète. | 48° 50′ 52″ N, 2° 15′ 22,1″ E   |
|       | Alexandre Pouchkine                     | Youri Orekhov                | 1999         | Buste du poète, offert par la ville de Moscou. | 48° 50′ 50,6″ N, 2° 15′ 16,6″ E |
|       | Victor Hugo                             | Auguste Rodin                |              | Buste du poète. | 48° 50′ 51″ N, 2° 15′ 20,5″ E   |
|       | Abaï Kounanbaïouly                      | Yerbol Ziyabekov             |              | Sculpture du poète, cadeau de la République du Kazakhstan, dont l'installation est votée en 2021 par le conseil municipal du 16e arrondissement. |                                 |

### Plaques
| Photo | Poète                                                      | Transcription des vers | Œuvre d'origine | Publi- cation |
| ----- | ---------------------------------------------------------- | --- | --- | ------------- |
|       | Guillaume Apollinaire                                      | J'ai cueilli ce brin de bruyère L'automne est mort souviens-t'en Nous ne nous verrons plus sur terre Odeur du temps brin de bruyère Et souviens-toi que je t'attends | L'Adieu, dans Alcools                                                                                                 | 1913          |
|       | Louis Aragon                                               | Ô mois des floraisons mois des métamorphoses Mai qui fut sans nuage et juin poignardé Je n'oublierai jamais les lilas ni les roses Ni ceux que le printemps dans ses plis a gardés                                                                                      | Les Lilas et les Roses, dans Le Crève-cœur                                                                            | 1941          |
|       | Agrippa d'Aubigné                                          | Une rose d'automne est plus qu'une autre exquise | Les Feux, livre IV des Tragiques                                                                                      | 1616          |
|       | Théodore de Banville                                       | Pâle et muet, j'entends le murmure des roses : Et de tous les trésors et de toutes les choses Qui plantent dans nos cœurs un regret meurtrier Tu le sais bien, je n'ai voulu que toi, Laurier !                                                                         | Au laurier de la Turbie, dans Les Exilés                                                                              | 1867          |
|       | Charles Baudelaire                                         | Voici venir les temps où, vibrant sur sa tige, Chaque fleur s'évapore ainsi qu'un encensoir, Les sons et les parfums tournent dans l'air du soir, Valse mélancolique et langoureux vertiges !                                                                           | Harmonie du soir, dans Les Fleurs du mal                                                                              | 1857          |
|       | Rémy Belleau                                               | L'aubépine et l'aiglantin, Et le thym, L'œillet, le lys et les roses, En cette belle saison, A foison, Montrent leurs robes écloses. | Avril |               |
|       | André Berry                                                | Vie à tous désirs favorable, Brève fleur de l'éternel mai, Reviens à moi, Vie adorable, Reviens à moi, qui tant t'aimai ! | Le Congé de jeunesse                                                                                                  |               |
|       | Émile Blémont                                              | Quand il ne restera de moi qu'un peu de cendre, Oubliez ma faiblesse, oubliez mes travers, Ne retenez, sans trop y condescendre Que les plus touchant de mes vers. | |               |
|       | Nicolas Boileau                                            | Laborieux valet du plus commode maître Qui pour te rendre heureux ici bas pouvait naître, Antoine, gouverneur de mon jardin d'Auteuil, Qui dirige chez moi l'if et le chèvrefeuil, Et sur mes espaliers, industrieux génie, Sais si bien exercer l'art de La Quintinie. | Épîtres, XI |               |
|       | Gaston Bourgeois                                           | Nous poursuivrons le temps qui, rapide, nous fuit, L'amour au cœur et sans regarder en arrière Avec pour seul bagage une âme de lumière... Et nous mettrons un peu de rêve dans la nuit.                                                                                | Épaves | 1987          |
|       | Francis Carco                                              | Je me souviens de la bohême, De mes amours de ce temps-là ! O me amours, j'ai trop de peine Quand refleurissent les lilas... | Mortefontaine | 1946          |
|       | Maurice Carême                                             | Eh oui ! Je le sais bien ! Je n'emporterai rien, Pas même l'ombre d'un nuage, Mais qu'elle est belle, dans ma main, Cette fraise sauvage ! | |               |
|       | Jacques Carton                                             | | |               |
|       | Jean Cassou                                                | | |               |
|       | Philippe Chabaneix                                         | | |               |
|       | André Chénier                                              | | |               |
|       | Jean Cocteau                                               | | |               |
|       | François Coppée                                            | | |               |
|       | Tristan Corbière                                           | | |               |
|       | Pierre Corneille                                           | | |               |
|       | Gabriele D'Annunzio                                        | | |               |
|       | Lucie Delarue-Mardrus                                      | | |               |
|       | Jacques Delille                                            | | |               |
|       | Tristan Derème                                             | | |               |
|       | Marceline Desbordes-Valmore                                | | |               |
|       | Robert Desnos                                              | | |               |
|       | Jean-Claude Diamant-Berger                                 | | |               |
|       | Léon Dierx                                                 | | |               |
|       | Joachim du Bellay                                          | | |               |
|       | Georges Duhamel                                            | | |               |
|       | Maurice Du Plessys                                         | | |               |
|       | Jacques Dyssord                                            | Comme tombent les fleurs des pommiers en avril À tous vents ont neigé mes pauvres confidences | On frappe à la porte                                                                                                  | 1928          |
|       | Ernest Fleury                                              | | |               |
|       | Marthe-Claire Fleury                                       | | |               |
|       | Jean-Pierre Claris de Florian                              | | |               |
|       | Maurice Fombeure                                           | | |               |
|       | André Foulon de Vaulx                                      | | |               |
|       | Jean Froissart                                             | | |               |
|       | Joachim Gasquet                                            | | |               |
|       | Théophile Gautier                                          | | |               |
|       | Rosemonde Gérard                                           | | |               |
|       | Fernand Gregh                                              | | |               |
|       | Louis Guillaume                                            | | |               |
|       | Edmond Haraucourt                                          | Comme un clair paysage après la traversée Tu reposes de la tempête et du labeur Et tes bras dans lesquels on peut dormir sans peur Sont des jardins d'oublis où meurt toute pensée                                                                                      | La Sœur, dans Seul | 1891          |
|       | José-Maria de Heredia                                      | | |               |
|       | Paul Heurtebize                                            | | |               |
|       | Gérard d'Houville (Marie de Régnier, née Marie de Heredia) | Ta vie est le prestige et le parfum d'une Heure, Et les Fleurs qui t'aimaient ne te survivront pas. | Le Jardin de la nuit                                                                                                  | 1895          |
|       | Victor Hugo                                                | Quand je suis parmi vous, arbres de ces grands bois, Dans tout ce qui m'entoure et me cache à la fois, Dans votre solitude où je rentre en moi-même, Je sens quelqu'un de grand qui m'écoute et qui m'aime !                                                            | Aux arbres, dans Les Contemplations                                                                                   | 1843          |
|       | Francis Jammes                                             | | |               |
|       | Tristan Klingsor                                           | À quoi bon courir, tel un baladin, Le bonheur n'est pas ailleurs, quoi qu'on pense. Le bonheur est eau profonde Dans ton jardin. | Le Sourcier, L'Oiseau sur l'épaule                                                                                    | 1964          |
|       | Louise Labé                                                | | |               |
|       | Jean de La Fontaine                                        | | |               |
|       | Alphonse de Lamartine                                      | | |               |
|       | Patrice de La Tour du Pin                                  | | |               |
|       | André Lebois                                               | | |               |
|       | Tristan L'Hermite                                          | | |               |
|       | Leconte de Lisle                                           | | |               |
|       | Jean Loisy                                                 | | |               |
|       | Maurice Magre                                              | | |               |
|       | François de Malherbe                                       | | |               |
|       | Stéphane Mallarmé                                          | | |               |
|       | Louis Mandin                                               | | |               |
|       | François Mauriac                                           | | |               |
|       | Frédéric Mistral                                           | | |               |
|       | Jean Moréas                                                | | |               |
|       | Alfred de Musset                                           | | |               |
|       | Gérard de Nerval                                           | | |               |
|       | Anna de Noailles                                           | | |               |
|       | Marie Noël                                                 | | |               |
|       | Germain Nouveau                                            | | |               |
|       | Charles d'Orléans                                          | | |               |
|       | Évariste D. de Parny                                       | | |               |
|       | Charles Péguy                                              | | |               |
|       | Raoul Ponchon                                              | | |               |
|       | Sully Prudhomme                                            | | |               |
|       | Henri de Régnier                                           | | |               |
|       | Jean Richepin                                              | | |               |
|       | Arthur Rimbaud                                             | Les tilleuls sentent bon dans les bons jours de juin ! L'air est parfois si doux, qu'on ferme la paupière ; Le vent charge de bruits, la ville n'est pas loin, A des parfums de vigne et des parfums de bière.                                                          | Roman | 1891          |
|       | Pierre de Ronsard                                          | | |               |
|       | Edmond Rostand                                             | | |               |
|       | Maurice Rostand                                            | | |               |
|       | Albert Samain                                              | Les astres au ciel noir commencent à neiger, et, là-bas, immobile au sommet de la côte rêve la silhouette antique d'un berger. | Soirs (III), dans Au jardin de l'infante                                                                              | 1911          |
|       | Alan Seeger                                                | I have a rendez-vous with Death At some disputed barricade, When spring comes back with rustling shade. | I Have a Rendezvous with Death, dans A Treasury of War Poetry, British and American Poems of the World War, 1914-1917 | 1917          |
|       | Victor Segalen                                             | Ville au bout de la route Et route prolongeant la ville : Ne choisir donc pas l'une ou l'autre, Mais l'une et l'autre bien alternées | Conseils au bon voyageur, dans Stèles                                                                                 | 1922          |
|       | Hélène Seguin                                              | | |               |
|       | Sabine Sicaud                                              | | |               |
|       | André Sterling                                             | | |               |
|       | Paul-Jean Toulet                                           | | |               |
|       | Paul Valéry                                                | | |               |
|       | Marguerite de Valois                                       | ....Sur le gazon et sous les verts sapins, Sous cabinets de fleuris aubépins, Pour reposer, Diane s'étoit mise.... | Histoire des satyres et des nymphes de Diane                                                                          |               |
|       | Léon Vérane                                                | | |               |
|       | Paul Verlaine                                              | | |               |
|       | Théophile de Viau                                          | | |               |
|       | Alfred de Vigny                                            | | |               |
|       | Charles Vildrac                                            | | |               |
|       | François Villon                                            | | |               |
|       | Renée Vivien                                               | | |               |

## Critiques
Selon Claude Eveno dans son ouvrage L'Humeur paysagère en 2015, le choix des vers gravés sur les pierres « est à vous dégoûter de la poésie, tant c'est médiocre et mal choisi ».
Dans son livre Zoner, paru en 2020, Bernard Chambaz note, pour sa part, que le jardin est doté « de bustes du genre accablé (...) et de plaques qui ressemblent à des plaques tombales ».